# 知立市立知立南小学校
知立市立知立南小学校（ちりゅうしりつ ちりゅうみなみしょうがっこう）は、愛知県知立市新林町にある公立小学校。

## 概要
- 校区は上重原町（中田、川向）、新林町、西中町、谷田町、谷田町西1・2丁目、谷田町本林1-3丁目、弘法町（引法下の一部）であり、公立中学校の進学先は知立市立知立南中学校である[1]。

## 沿革
- 1979年（昭和54年）4月 - 知立市立猿渡小学校、知立市立知立西小学校から分離し、知立市立知立南小学校として開校。
- 2005年（平成17年） - 南校舎が完成する。

## 交通アクセス
- 知立市コミュニティバス3コース(オレンジコース) 「新林保育園西」バス停より徒歩約10分。
- JR東海道本線東刈谷駅下車、徒歩約25分。

## 周辺施設
- 知立市立知立南中学校
- 知立市立猿渡小学校
- 新林保育園
- DCM知立店
- リケンブラザー精密工業
- アオキスーパー刈谷店
- 愛知県道298号安城知立線